# Noors voetbalelftal in 2011
Het Noors voetbalelftal speelde in totaal negen interlands in het jaar 2011, waaronder vijf wedstrijden in de kwalificatiereeks voor de EK-eindronde 2012 in Polen en Oekraïne. De selectie stond voor het derde opeenvolgende jaar onder leiding van bondscoach Egil Olsen. Eén speler speelde in 2011 in alle negen duels mee, van de eerste tot en met de laatste minuut: aanvaller Erik Huseklepp. Op de FIFA-wereldranglijst zakte Noorwegen in 2011 van de 12de (januari 2011) naar de 25ste plaats (december 2011).

## Balans
| Wedstrijden | Wedstrijden | Wedstrijden | Wedstrijden | Doelpunten | Doelpunten | Doelpunten | Punten |
| Gespeeld    | Winst       | Gelijk      | Verlies     | Voor       | Tegen      | Saldo      | Punten |
| ----------- | ----------- | ----------- | ----------- | ---------- | ---------- | ---------- | ------ |
| 9           | 4           | 1           | 4           | 10         | 10         | 0          | 1.000  |

## Interlands
|                                                                 |                        |       |           |                                                                          |
| 9 februari Vriendschappelijk № 756 «onderlinge duels» 20:30 uur | Polen                  | 1 – 0 | Noorwegen | Estádio Algarve, Faro Toeschouwers: 500 Scheidsrechter: Ivo Santos (POR) |
| 9 februari Vriendschappelijk № 756 «onderlinge duels» 20:30 uur | Robert Lewandowski 18' |       |           | Estádio Algarve, Faro Toeschouwers: 500 Scheidsrechter: Ivo Santos (POR) |

|                                                             |                    |       |                      |                                                                                   |
| 26 maart EK-kwalificatie № 757 «onderlinge duels» 19:00 uur | Noorwegen          | 1 – 1 | Denemarken           | Ullevaal Stadion, Oslo Toeschouwers: 24.828 Scheidsrechter: Gianluca Rocchi (ITA) |
| 26 maart EK-kwalificatie № 757 «onderlinge duels» 19:00 uur | Erik Huseklepp 81' |       | 27' Dennis Rommedahl | Ullevaal Stadion, Oslo Toeschouwers: 24.828 Scheidsrechter: Gianluca Rocchi (ITA) |

|                                                           |                    |       |           |                                                                                  |
| 4 juni EK-kwalificatie № 758 «onderlinge duels» 19:00 uur | Portugal           | 1 – 0 | Noorwegen | Estádio da Luz, Lissabon Toeschouwers: 47.829 Scheidsrechter: Cüneyt Çakır (TUR) |
| 4 juni EK-kwalificatie № 758 «onderlinge duels» 19:00 uur | Hélder Postiga 53' |       |           | Estádio da Luz, Lissabon Toeschouwers: 47.829 Scheidsrechter: Cüneyt Çakır (TUR) |

|                                                             |                           |       |          |                                                                                  |
| 7 juni Vriendschappelijk № 759 «onderlinge duels» 19:00 uur | Noorwegen                 | 1 – 0 | Litouwen | Ullevaal Stadion, Oslo Toeschouwers: 12.945 Scheidsrechter: Stuart Attwell (ENG) |
| 7 juni Vriendschappelijk № 759 «onderlinge duels» 19:00 uur | Morten Gamst Pedersen 84' |       |          | Ullevaal Stadion, Oslo Toeschouwers: 12.945 Scheidsrechter: Stuart Attwell (ENG) |

|                                                                  |                                                                            |       |          |                                                                              |
| 10 augustus Vriendschappelijk № 760 «onderlinge duels» 20:00 uur | Noorwegen                                                                  | 3 – 0 | Tsjechië | Ullevaal Stadion, Oslo Toeschouwers: 12.734 Scheidsrechter: Alan Black (NIR) |
| 10 augustus Vriendschappelijk № 760 «onderlinge duels» 20:00 uur | Mohammed Abdellaoue 23' John Arne Riise 72' Mohammed Abdellaoue 89' (pen.) |       |          | Ullevaal Stadion, Oslo Toeschouwers: 12.734 Scheidsrechter: Alan Black (NIR) |

|                                                                |                                |       |         |                                                                                  |
| 2 september EK-kwalificatie № 761 «onderlinge duels» 20:00 uur | Noorwegen                      | 1 – 0 | IJsland | Ullevaal Stadion, Oslo Toeschouwers: 22.381 Scheidsrechter: Ovidiu Haţegan (ROM) |
| 2 september EK-kwalificatie № 761 «onderlinge duels» 20:00 uur | Mohammed Abdellaoue 88' (pen.) |       |         | Ullevaal Stadion, Oslo Toeschouwers: 22.381 Scheidsrechter: Ovidiu Haţegan (ROM) |

|                                                                |                                           |       |           |                                                                               |
| 6 september EK-kwalificatie № 762 «onderlinge duels» 19:15 uur | Denemarken                                | 2 – 0 | Noorwegen | Parken, Kopenhagen Toeschouwers: 37.167 Scheidsrechter: Stéphane Lannoy (FRA) |
| 6 september EK-kwalificatie № 762 «onderlinge duels» 19:15 uur | Nicklas Bendtner 24' Nicklas Bendtner 44' |       |           | Parken, Kopenhagen Toeschouwers: 37.167 Scheidsrechter: Stéphane Lannoy (FRA) |

|                                                               |                                                        |       |                   |                                                                                  |
| 11 oktober EK-kwalificatie № 763 «onderlinge duels» 20:15 uur | Noorwegen                                              | 3 – 1 | Cyprus            | Ullevaal Stadion, Oslo Toeschouwers: 13.490 Scheidsrechter: William Collum (SCO) |
| 11 oktober EK-kwalificatie № 763 «onderlinge duels» 20:15 uur | Morten Gamst Pedersen 26' John Carew 34' Tom Høgli 65' |       | 42' Yiannis Okkas | Ullevaal Stadion, Oslo Toeschouwers: 13.490 Scheidsrechter: William Collum (SCO) |

|                                                                  |                                                               |       |                    |                                                                                            |
| 12 november Vriendschappelijk № 764 «onderlinge duels» 16:00 uur | Wales                                                         | 4 – 1 | Noorwegen          | Cardiff City Stadium, Cardiff Toeschouwers: 12.600 Scheidsrechter: Gerhard Grobelnik (AUT) |
| 12 november Vriendschappelijk № 764 «onderlinge duels» 16:00 uur | Gareth Bale 11' Craig Bellamy 16' Sam Vokes 88' Sam Vokes 89' |       | 61' Erik Huseklepp | Cardiff City Stadium, Cardiff Toeschouwers: 12.600 Scheidsrechter: Gerhard Grobelnik (AUT) |

## FIFA-wereldranglijst
| JAN | FEB | MAR | APR | MEI | JUN | JUL | AUG | SEP | OKT | NOV | DEC |
| --- | --- | --- | --- | --- | --- | --- | --- | --- | --- | --- | --- |
| 12  | 11  | 11  | 11  | 11  | 11  | 12  | 12  | 23  | 24  | 25  | 25  |

## Statistieken
| Rune Jarstein           | 1984-09-29 | Viking FK            | 8 | 0 | 0 | 17  | 0  |
| Jon Knudsen             | 1974-11-20 | Stabæk Fotball       | 1 | 0 | 0 | 20  | 0  |
| Espen Bugge Pettersen   | 1980-05-10 | Molde FK             | 0 | 1 | 0 | 3   | 0  |
| Verdediging             |            |                      |   |   |   |     |    |
| John Arne Riise         | 1980-09-24 | Fulham FC            | 8 | 0 | 1 | 100 | 14 |
| Kjetil Wæhler           | 1976-03-16 | Aalborg BK           | 8 | 0 | 0 |     |    |
| Espen Ruud              | 1984-02-26 | Odense BK            | 7 | 1 | 0 | 15  | 0  |
| Brede Hangeland         | 1981-06-20 | Fulham FC            | 7 | 0 | 0 |     |    |
| Tom Høgli               | 1984-02-14 | Club Brugge          | 5 | 1 | 1 |     |    |
| Vadim Demidov           | 1985-10-10 | Real Sociedad        | 3 | 3 | 0 |     |    |
| Håvard Nordtveit        | 1990-06-21 | Borussia M'gladbach  | 1 | 1 | 0 |     |    |
| Kim André Madsen        | 1989-03-12 | Strømsgodset IF      | 0 | 1 | 0 | 1   | 0  |
| Middenveld              |            |                      |   |   |   |     |    |
| Christian Grindheim     | 1983-07-17 | FC København         | 8 | 0 | 0 |     |    |
| Morten Gamst Pedersen   | 1981-09-08 | Blackburn Rovers     | 7 | 0 | 2 |     |    |
| Henning Hauger          | 1985-07-17 | Hannover 96          | 6 | 0 | 0 | 23  | 0  |
| Alexander Tettey        | 1986-04-04 | Stade Rennais        | 6 | 0 | 0 |     |    |
| Bjørn Helge Riise       | 1983-06-21 | Portsmouth FC        | 3 | 1 | 0 |     |    |
| Ruben Yttergård Jenssen | 1988-05-04 | Tromsø IL            | 2 | 3 | 0 |     |    |
| Jonathan Parr           | 1988-10-21 | Crystal Palace       | 1 | 4 | 0 |     |    |
| Daniel Braaten          | 1982-05-25 | Toulouse FC          | 0 | 6 | 0 |     |    |
| Simen Brenne            | 1981-03-17 | Odd Grenland         | 0 | 5 | 0 | 12  | 1  |
| Markus Henriksen        | 1992-07-25 | Rosenborg BK         | 0 | 1 | 0 |     |    |
| Petter Vaagan Moen      | 1984-02-05 | Queen's Park Rangers | 0 | 1 | 0 | 9   | 1  |
| Aanval                  |            |                      |   |   |   |     |    |
| Erik Huseklepp          | 1984-09-05 | Birmingham City      | 9 | 0 | 2 | 26  | 7  |
| Mohammed Abdellaoue     | 1985-10-23 | Hannover 96          | 6 | 2 | 3 |     |    |
| John Carew              | 1979-09-05 | West Ham United      | 3 | 2 | 1 | 91  | 24 |
| Tarik Elyounoussi       | 1988-02-23 | Fredrikstad FK       | 0 | 1 | 0 |     |    |
| Steffen Iversen         | 1976-11-10 | Crystal Palace       | 0 | 1 | 0 |     |    |
| Morten Moldskred        | 1980-06-13 | Aarhus GF            | 0 | 1 | 0 |     |    |